# Boomerang Fu
Boomerang Fu est un jeu de combat développé et édité par Cranky Watermelon. Le jeu est sorti sur Windows, Nintendo Switch et Xbox One le 13 août 2020. Le jeu est sorti sur PlayStation 4 et PlayStation 5 le 13 janvier 2022. Dans ce jeu, les joueurs contrôlent des personnages armés de boomerangs. Boomerang Fu a reçu des critiques généralement favorables.

## Système de jeu
Dans Boomerang Fu, les joueurs contrôlent des personnages armés de boomerangs. Les joueurs peuvent soit lancer les boomerangs, soit les utiliser comme armes de mêlée.  Les boomerangs lancés tomberont au sol s'ils heurtent un objet. Les boomerangs lâchés peuvent être rappelés par le joueur. Chaque personnage ne peut être touché qu'une seule fois. Le jeu a plus de 30 arènes différentes. Pour gagner un point, le ou les joueurs doivent être les derniers debout. Il peut être joué en solo contre des adversaires contrôlés par l'IA. Le jeu prend également en charge un mode multijoueur local, permettant jusqu'à six joueurs par match,. Les power-ups peuvent être récupérés pendant les matchs et fournissent des améliorations permanentes aussi longtemps que cela dure.

## Développement et sortie
Boomerang Fu était l'un des 13 jeux ID@Xbox annoncés pour la Xbox One en 2019,. C'était de plus l'un des 30 jeux présentés sur le stand de Microsoft lors de la Game Developers Conference 2019,. La date de sortie du jeu a été annoncée le 9 juillet 2020,. Le 13 août, le jeu est sorti sur Microsoft Windows, Xbox One et Nintendo Switch,. Le jeu est ensuite sorti sur PlayStation 4 et PlayStation 5 le 13 janvier 2022. Le jeu est également prévu dans la mise a jour de Décembre 2024 des véhicules Tesla.

## Accueil
Boomerang Fu a reçu des critiques "généralement favorables" selon l'agrégateur de critiques Metacritic.
Ollie Reynolds de Nintendo Life a noté le jeu 7/10 étoiles, louant la prémisse, le gameplay et les power-ups. Cependant, Reynolds a critiqué le manque de multijoueur en ligne et les quelques modes de jeu.
Maria Alexander de Gamezebo a noté le jeu 4/5 étoiles, qualifiant la présentation du jeu d'"adorable". Cependant, Alexander a été déçu par le manque de multijoueur en ligne.

### Récompenses et nominations
Boomerang Fu a reçu le prix du meilleur gameplay aux Australian Game Developer Awards 2020,. Le jeu a également été nommé pour le meilleur son et le jeu de l'année, mais a perdu contre Audioplay : Alien Strike et Moving Out, respectivement. Il a de plus reçu une nomination pour le meilleur son pour un média interactif aux Australian Screen Sound Guild Awards 2020. 
| An   | Décerné                              | Catégorie                                | Résultat | Réf    |
| ---- | ------------------------------------ | ---------------------------------------- | -------- | ------ |
| 2020 | Australian Game Developer Awards     | Meilleur gameplay                        | Gagné    | [ 19 ] |
| 2020 | Australian Game Developer Awards     | Meilleur son                             | Nommé    | [ 20 ] |
| 2020 | Australian Game Developer Awards     | Jeu de l'année                           | Nommé    | [ 20 ] |
| 2020 | Australian Screen Sound Guild Awards | Meilleur son pour les médias interactifs | Nommé    | [ 18 ] |